# Tito Annio Rufo
Tito Annio Rufo  fue un político romano del siglo II a. C..
Probablemente hijo del cónsul del año 153 a. C. Tito Annio Lusco. Se le menciona en los Fasti Consulares como cónsul del año 128 a. C. Allí se le señala con el cognomen «Rufus», con el cual aparece generalmente en las listas de cónsules.